# Curtiss-Wright CW-21
Le Curtiss-Wright CW-21 est un avion américain fabriqué en 1938.
Monoplan compact et léger, à train rentrant et habitacle fermé, disposait de grandes performances en montée.

## Conception et développement
En 1938, George A. Page, chef de la division de St. Louis de la Curtiss-Wright, décida de développer un avion de chasse en partant de l’avion sportif à deux places modèle 19.
Le concept principal était d'obtenir un chasseur intercepteur léger avec la plus grande capacité à monter en altitude rapidement, de façon à pouvoir attaquer les formations de bombardiers dans un délai minimal.
Suite de la réaction ennemie, la tactique prévue était d'utiliser sa vitesse supérieure de montée pour s'échapper sans engager le combat.
La conception du nouveau chasseur, le modèle 21 ou CW- 21, fut faite par une équipe dirigée par le chef Willis Wells.
C'était un monoplan à aile basse entièrement métallique avec train d'atterrissage rétractable caréné.
La structure du fuselage était un semi- monocoque avec une forme fortement conique derrière la cabine du pilote.
Le moteur était un neuf cylindres en étoile Wright R-1820 refroidi par air avec environ 1 000 ch.
L’avion fut conçu pour monter deux combinaisons de deux mitrailleuses Browning de 7,62 ou 12,7 mm, montés à l'avant du cockpit et synchronisées pour tirer à travers l'hélice.
Pour gagner du poids, et par conséquent améliorer les performances, aucun blindage n'était prévu, ni l'utilisation de réservoirs auto-obturants.
Le premier prototype vola le 22 septembre 1938.

## Histoire

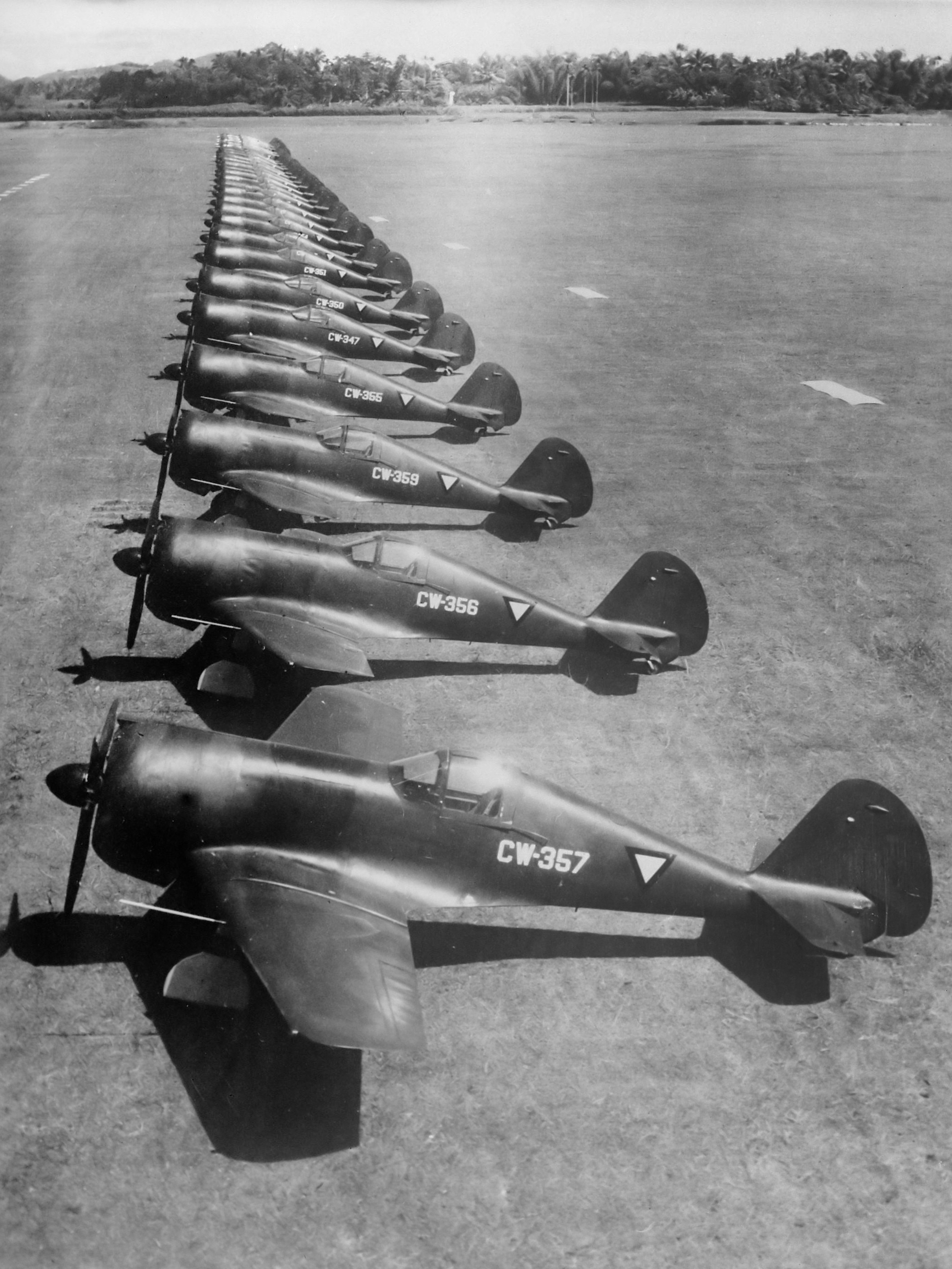
Alignement de CW-21 aux Indes néerlandaises en 1941.

À cause de la guerre entre la République de Chine et le Japon, la société américaine envoya un prototype du CW-21 pour être évalué par la direction du Chung-Hua Min-Kuo K'ung-Chün, l’aviation militaire chinoise.
Les Chinois furent impressionnés par les performances du CW-21 et commencèrent les négociations pour son achat.
Alors que les négociations commerciales étaient en cours, le prototype du CW-21 fut testé au combat au cours d'une mission pour bloquer l'attaque que l'aviation japonaise était en train d’effectuer sur la ville de Chongqing.
Pendant cette occasion, le 4 avril 1939, le Curtiss conduit par le pilote d'essai américain Bob Fausel affirma avoir abattu un bombardier Fiat BR.20 Cicogna de la Dai-Nippon Teikoku Rikugun Koku Hombu, la composante aérienne de l'armée impériale japonaise.
En mai 1939, un contrat fut signé qui prévoyait que la Chine puisse recevoir les dessins de l’avion et trois prototypes complets construits par Curtiss, et des pièces pour construire 27 avions complets.
L'assemblage aurait été effectué par la Central Aircraft Manufacturing Company (CAMCO) à Loiwing dans le Yunnan, près de la frontière entre la Chine et la Birmanie britannique.
L'avion devait être armé de deux mitrailleuses, .50 po (12,7 mm) et deux, .30 po (7,62 mm ).
Aucun avion ne fut produit par la Chine et les trois avions construit par Curtiss furent envoyés en Chine en mai 1940 et destinés à la 1st American Volunteer Group, qui voulait les utiliser pour intercepter les avions japonais en reconnaissance.
En avril 1940, le gouvernement néerlandais, désespéré par le manque d’avions de combat modernes, fit une commande de 24 CW-21.
Après la bataille des Pays-Bas, qui avait conduit l'armée néerlandaise à se rendre aux envahisseurs allemands le 15 mai 1940, la commande des CW-21B, fut transférée au gouvernement des Indes néerlandaises (aujourd'hui l'Indonésie), pour la "Militaire Luchtvaart van het Koninklijk Nederlands-Indisch Leger" (ML- KNIL) et destinés à l'aérodrome d'Andir, à Bandung, sur l'île de Java, en février 1941, allant équiper le Vliegtuiggroep IV Afdeling 2 (" Air Group IV , 2e Escadron »; 2 VLG -IV).
Le 2-VLG IV revendiqua quatre victoires lors de la campagne des Indes néerlandaises, mais la ML-KNIL fut bientôt vaincue par le nombre énormément supérieur des avions japonais.
La quasi-totalité de ses chasseurs furent rapidement perdus au combat ou détruits au sol.

## Utilisateurs
République de Chine (1912-1949)
- Force aérienne de la république de Chine
- American Volunteer Group
  - 1st American Volunteer Group

 Indes orientales néerlandaises
- Aviation militaire de l'armée royale des Indes néerlandaises

## Aéronefs comparables

### Aéronefs comparables
- Bloch MB.152
- Curtiss P-36
- Fiat G.50
- Focke-Wulf Fw 190
- Hawker Hurricane
- IAR-80
- Macchi MC.200
- Messerschmitt Bf 109
- Mitsubishi A6M Zero
- Nakajima Ki-43
- Reggiane Re.2000
- Rogožarski IK-3
- Seversky P-35

## Sources
- (en) Lennart Andersson, A History of Chinese Aviation : Encyclopedia of Aircraft and Aviation in China Until 1949, Taiwan, AHS of ROC, 2008, 320 p. (ISBN 978-957-28533-3-7, OCLC 301281444).
- (en) Enzo Angelucci et Peter M Bowers, The American fighter : The Definitive Guide to American Fighter Aircraft from 1917 to the Present [« Il caccia americano dal 1917 ad oggi »], New York, N.Y, Orion, 1987, 480 p. (ISBN 978-0-517-56588-9, OCLC 15016491).
- Charles R. Bond Jr. et Terry Anderson, A Flying Tiger's diary, College Station, Texas A & M University Press, 1984, 248 p. (ISBN 978-0-89096-178-0 et 978-0-890-96408-8, OCLC 10483203).
- Casius, Gerald. The St Louis Lightweight. Air Enthusiast, Number 16, August–November 1981.
- (en) Francis Dean et Dan Hagedorn, Curtiss fighter aircraft : a photographic history, 1917-1948, Atglen, PA, Schiffer Military History, 2007, 383 p. (ISBN 978-0-7643-2580-9, OCLC 85812193).
- (en) Walter Dumaux Edmonds et George C. Kenney (introduction), They fought with what they had : the story of the Army Air Forces in the Southwest Pacific, 1941-1942, Alexandria, Va, Time-Life Books, coll. « Wings of war », 1993 (ISBN 978-0-8094-9758-4, OCLC 28016077).
- (en) Daniel Ford, Flying Tigers : Claire Chennault and his American volunteers, 1941-1942, New York, Smithsonian Books/Collins, 2007, 384 p. (ISBN 978-0-06-124655-5, OCLC 76481585).
- (en) William Green, War Planes of the Second World War, vol. 4 : Fighters, S.I., Macdonald & Co, 1961 (réimpr. 1969) (ISBN 978-0-356-01448-7, OCLC 655668939).
- Hagedorn, Dan. Curtiss-Wright Model 21. Skyways, The Journal of the Airplane 1920-1940, Number 77, January 2006.
- Miranda, Justo and P. Mercado. Curtiss-Wright P-248-01. Unknown! Number 4; Madrid, Spain, 2006.
- Munson, Kenneth. Fighters Between the Wars 1919-1939 (The Pocket Encyclopedia of World Aircraft in Colour, Blandford Colour Series). London: Blandford Press Ltd., 1970.
- (en) William Norton, U.S. Experimental & Prototype Aircraft Projects : Fighters 1939-1945, Specialty Press, 2008, 264 p. (ISBN 978-1-58007-109-3 et 1-58007-109-0, EAN 978-1-58007-109-3, lire en ligne), p. 72-73.
- (en) John W. R. Taylor, Jean Alexander et al., Combat Aircraft of the World from 1909 to the present, New York, G.P. Putnam's Sons, 1969, 647 p. (ISBN 978-0-425-03633-4, OCLC 21556), « Curtiss-Wright CW-21 ».